# Teatro Nacional do Barém
O Teatro Nacional do Barém (em árabe: مسرح البحرين الوطني, também conhecido como Anfiteatro Nacional do Barém) é um complexo de edifícios à beira-mar situado em Manama, Barém, próximo ao Museu Nacional do Barém, e consiste em um auditório principal com 1.001 lugares e um teatro de estúdio flexível menor com 150 lugares. Inaugurado em 12 de novembro de 2012 e custando 50 milhões de dólares, o teatro abrange uma área de 11.869 metros quadrados, tornando-se o terceiro maior teatro do Oriente Médio.